# Lai Runming
Lai Runming (chinesisch 赖润明, Pinyin Lài Rùnmíng; * 5. Mai 1963 in Dongguan, Provinz Guangdong, Volksrepublik China) ist ein ehemaliger chinesischer Gewichtheber. Er gewann bei den Olympischen Spielen 1984 die Silbermedaille im Bantamgewicht.

## Werdegang
Lai Runming begann als Jugendlicher 1975 in der Gewichtheber-Sportschule von Shilong mit dem Gewichtheben. 1978 trat er in die chinesische Volksarmee ein und startete ab diesem Zeitpunkt für diese Institution. Er war nur bis 1987 aktiv, trat also schon im Alter von 24 Jahren zurück.
Sein Debüt bei einer internationalen Meisterschaft gab Lai Runming bei der Junioren-Weltmeisterschaft 1982 in São Paulo. Er belegte dort im Bantamgewicht mit 245 kg hinter dem Bulgaren N. Dimitrow, der mit 250 kg siegte, den 2. Platz vor Hara aus Japan mit 242,5 kg. 1983 belegte er bei den chinesischen Meisterschaften im Bantamgewicht den 2. Platz und stellte dabei mit 125,5 kg im Reißen einen neuen Junioren-Weltrekord auf. 1983 wurde er dann auch gleich bei der Weltmeisterschaft der Senioren in Moskau eingesetzt, wo er im Zweikampf im Bantamgewicht 252,5 kg (117,5–135) erzielte und damit auf den 10. Platz kam. Vom Sieger Oksen Mirsojan aus der Sowjetunion, der 292,5 kg (127,5–165) erzielte, war er doch noch einige Kilogramm entfernt.
1984 ging er auch bei den Olympischen Spielen in Los Angeles im Bantamgewicht an den Start. Er steigerte seine Leistung im Zweikampf auf 265 kg (125–140) und belegte damit hinter seinem Landsmann Wu Shude, der mit 267,5 kg (120–147,5) die Goldmedaille gewann, den 2. Platz und sicherte sich somit die olympische Silbermedaille. Dabei war der Griff nach der Goldmedaille für Lei Runming durchaus realistisch, denn er führte nach dem Reißen mit 5 kg vor Wu Shude. Im Stoßen schaffte er aber zweimal 145 kg nicht und konnte diesen damit nicht überholen. Im Reißen wurde er bei dieser Veranstaltung, die gleichzeitig als Weltmeisterschaft galt, mit 125 kg Weltmeister.
1985 wurde Lai Runming chinesischer Meister im Federgewicht und stellte bei dieser Gelegenheit im Reißen mit 131,5 kg einen neuen Asienrekord auf. Bei der Weltmeisterschaft 1985 in Södertälje startete er aber wieder im Bantamgewicht und erzielte dort 267,5 kg (120–147,5), die zum 5. Platz reichten. Sieger wurde der Bulgare Neno Tersijski, der auf 280 kg (122,5–157,5) kam.
Im Jahre 1986 wurde Lai Runming im Federgewicht Sieger bei den Asien-Spielen in Seoul vor Yosuke Murake aus Japan und Lee Myong-soo, Südkorea. Bei der Weltmeisterschaft dieses Jahres in Sofia kam er im Bantamgewicht im Reißen auf 127,5 kg und gewann damit eine Bronzemedaille. Im Stoßen unterliefen ihm aber drei Fehlversuche, so dass er ohne Zweikampfleistung unplatziert blieb.
Trotz dieses Missgeschicks wurde er 1987 auch bei der Weltmeisterschaft in Ostrava eingesetzt. Dort startete er im Federgewicht und erreichte mit 285 kg (120–155) den 6. Platz. An die Siegerleistung des Bulgaren Stefan Topurow, 315 kg (140–175) blieb er dabei relativ weit entfernt.
Nach seinem Rücktritt 1987 wurde Lai Runming zum Trainer ausgebildet. Im Jahre 2008 übernahm er den Posten eines Cheftrainers des Shilong-Gewichtheber-Teams.

## Internationale Erfolge
| Jahr | Platz  | Wettbewerb                | Gewichtsklasse | |
| 1982 | 2.     | Junioren-WM in São Paulo  | Bantam         | mit 245 kg hinter N. Dimitrow, Bulgarien, 250 kg, vor Hara, Japan, 242,5 kg |
| 1983 | 10.    | WM in Moskau              | Bantam         | mit 252,5 kg (117,5–135); Sieger: Oksen Mirsojan, UdSSR, 292,5 kg (127,5–165) vor Naim Suleymanow, Bulgarien, 290 kg (130–160)                                                                       |
| 1984 | Silber | OS in Los Angeles         | Bantam         | mit 265 kg (125–140), hinter Wu Shude, China, 267,5 kg (120–147,5), vor Masahiro Kotaka, Japan, 252,5 kg (112,5–140)                                                                                 |
| 1985 | 5.     | WM in Södertälje/Schweden | Bantam         | mit 267,5 kg (120–147,5); Sieger: Neno Tersijski, Bulgarien, 280 kg (122,5–157,5) vor Oksen Mirsojan, UdSSR, 280 kg (122,5–157,5)                                                                    |
| 1986 | 1.     | Asien-Spiele in Seoul     | Feder          | vor Yosuke Murate, Japan u. Lee Myong-soo, Südkorea |
| 1986 | unpl.  | WM in Sofia               | Bantam         | nach 127,5 kg im Reißen drei Fehlversuche im Stoßen, damit ohne Zweikampf-Leistung unplatziert; Sieger: Mitko Grablew, Bulgarien, 290 kg (127,5–162,5) vor He Yingqiang, China, 287,5 kg (127,5–160) |
| 1987 | 6.     | WM in Ostrava             | Feder          | mit 285 kg (130–155); Sieger: Stefan Topurow, Bulgarien, 315 kg (140–175) vor Jurik Sarkisjan, UdSSR, 307,5 kg (137,5–170)                                                                           |

## WM-Einzelmedaillen
- WM-Goldmedaille: 1984/Reißen
- WM-Bronzemedaille: 1986/Reißen

## Erläuterungen
- alle Wettkämpfe im Zweikampf, bestehend aus Reißen und Stoßen,
- OS = Olympische Spiele,
- WM = Weltmeisterschaft,
- Bantamgewicht, damals bis 56 kg, Federgewicht, damals bis 60 kg Körpergewicht
- Die Wettbewerbe bei den Olympischen Spielen 1984 galten gleichzeitig als Weltmeisterschaft